# 七里蓄水池

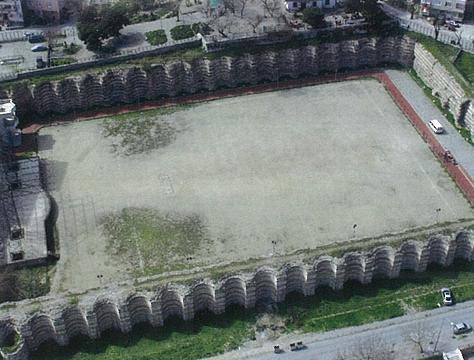

七里蓄水池（希臘語：κινστέρνη τοῦ Ἕβδομου）是君士坦丁堡的一个露天蓄水池。位於君士坦丁堡城牆金門以西2公里處，建造於五、六世紀至八世紀之間。1453年之後，七里蓄水池改作飼養大象的厩舍使用。後來又改作菜園。